# Université en Malaisie
 (décembre 2017).
L'enseignement supérieur en Malaisie est séparé entre enseignement public (qui comprend un accès basé sur les résultats scolaires et sur des critères de quotas raciaux) et un système d'enseignement privé combinant des programmes développés localement et des franchises des programmes d'universités étrangères.

## Universités et instituts universitaires publics
| Nom français ou anglais (traduction)            | Nom malais (officiel)                   | Sigle  | Fondation | Localisation                 | Lien |
| ----------------------------------------------- | --------------------------------------- | ------ | --------- | ---------------------------- | ---- |
| University of Technology, Malaysia              | Universiti Teknologi Malaysia           | UTM    | 1972      | Skudai, Johor                |      |
| Tun Hussein Onn University of Malaysia          | Universiti Tun Hussein Onn Malaysia     | UTHM   | 2000      | Batu Pahat, Johor            |      |
| Northern University, Malaysia                   | Universiti Utara Malaysia               | UUM    | 1984      | Sintok, Kedah                |      |
| University of Malaysia, Kelantan                | Universiti Malaysia Kelantan            | UMK    | 2006      | Pengkalan Chepa, Kelantan    |      |
| Université de défense nationale de Malaisie     | Universiti Pertahanan Nasional Malaysia | UPNM   | 2006      | Kuala Lumpur                 |      |
| Université de Malaya                            | Universiti Malaya                       | UM     | 1905      | Kuala Lumpur                 |      |
| Technical University of Malaysia, Melaka        | Universiti Teknikal Malaysia Melaka     | UTeM   | 2000      | Durian Tunggal, Malacca      |      |
| Islamic Science University of Malaysia          | Universiti Sains Islam Malaysia         | USIM   | 1998      | Nilai, Negeri Sembilan       |      |
| University of Malaysia, Pahang                  | Universiti Malaysia Pahang              | UMP    | 2002      | Kuantan, Pahang              |      |
| Science University, Malaysia                    | Universiti Sains Malaysia               | USM    | 1969      | Gelugor, Penang              |      |
| Sultan Idris University of Education            | Universiti Pendidikan Sultan Idris      | UPSI   | 1997      | Tanjung Malim, Perak         |      |
| University of Malaysia, Perlis                  | Universiti Malaysia Perlis              | UniMAP | 2001      | Arau, Perlis                 |      |
| University of Malaysia, Sabah                   | Universiti Malaysia Sabah               | UMS    | 1994      | Kota Kinabalu, Sabah         |      |
| University of Malaysia, Sarawak                 | Universiti Malaysia Sarawak             | UNIMAS | 1992      | Kota Samarahan, Sarawak      |      |
| Université islamique internationale de Malaisie | Universiti Islam Antarabangsa Malaysia  | IIUM   | 1983      | Gombak, Selangor             |      |
| Université Nationale de Malaisie                | Universiti Kebangsaan Malaysia          | UKM    | 1970      | Bangi, Selangor              |      |
| MARA University of Technology                   | Universiti Teknologi MARA               | UiTM   | 1999      | Shah Alam, Selangor          |      |
| Putra University, Malaysia                      | Universiti Putra Malaysia               | UPM    | 1971      | Serdang, Selangor            |      |
| Darul Iman University of Malaysia               | Universiti Darul Iman Malaysia          | UDM    | 2005      | Kuala Terengganu, Terengganu |      |
| University of Malaysia, Terengganu              | Universiti Malaysia Terengganu          | UMT    | 1999      | Kuala Terengganu, Terengganu |      |